# Veit Heinichen
Veit Heinichen (Villingen-Schwenningen, 26 de marzo de 1957) es un escritor alemán de género policíaco o novela negra afincado en Italia. Nació en la región de la Selva Negra, en el estado federal de Baden-Wurtemberg.

## Biografía
Veit Heinichen estudió Ciencias Económicas en la Universidad de Stuttgart trabajando posteriormente como publicista.
En 1994, junto a Arnulf Conradi, lector jefe en la editorial S. Fischer Verlag y Elisabeth Ruge, esposa de Conradi, fundó la editorial Berlín, la cual dirigió hasta 1999.
En las novelas negras de Heinichen el protagonista es Proteo Laurenti, que vive precisamente en la misma ciudad que el propio autor (Trieste), enclave fronterizo y multicultural perfecto para escenificar sus relatos.
Sus libros se han traducido a diez idiomas, en España editadas por Siruela.
Algunas de sus novelas han sido filmadas por la cadena ARD alemana en la serie llamada Comisario Laurenti (entre 2006 y 2009).

## Obras (selección)
- 2001. Gib jedem seinen eigenen Tod (A cada uno su propia muerte). Zsolnay, Viena
- 2002. Die Toten vom Karst (Los muertos del Carso). Zsolnay, Viena
- 2003. Tod auf der Warteliste (Muerte en lista de espera). Zsolnay, Viena
- 2005. Der Tod wirft lange Schatten (La larga sombra de la muerte). Zsolnay, Viena
- 2005. Triest, Stadt der Winde, con la cocinera Ami Scabar. Sanssouci, Múnich
- 2007. Totentanz (La danza de la muerte). Zsolnay, Viena
- 2009. Die Ruhe des Stärkeren (La calma del más fuerte). Zsolnay, Viena
- 2011. Keine Frage des Geschmacks (Sobre gustos no hay nada escrito). Zsolnay, Viena
- 2013. Im eigenen Schatten (El peor de los enemigos). Zsolnay, Viena